# Campionati del mondo di atletica leggera 2023 - Eptathlon
La specialità dell'Eptathlon femminile dei campionati del mondo di atletica leggera 2023 si è svolta il 19 e il 20 agosto al Centro nazionale di atletica leggera di Budapest, in Ungheria.

## Podio
| Pos.    | Atleta                    | Nazionalità   | Tempo                                                                                     | Note                                     |
| ------- | ------------------------- | ------------- | ----------------------------------------------------------------------------------------- | ---------------------------------------- |
| Oro     | Katarina Johnson-Thompson | Gran Bretagna | 6740 p. 13"50 (+0,4) - 1,86 m - 13,64 m - 23"48 (0,0) / 6,54 m (-0,1) - 46,14 m - 2'05"63 | Miglior prestazione personale stagionale |
| Argento | Anna Hall                 | Stati Uniti   | 6720 p. 12"97 (+0,4) - 1,83 m - 14,54 m - 23"56 (0,0) / 6,19 m (+0,8) - 44,88 m - 2'04"09 |                                          |
| Bronzo  | Anouk Vetter              | Paesi Bassi   | 6501 p. 13"42 (+0,4) - 1,71 m - 15,72 m - 24"28 (0,0) / 5,99 m (-0,5) - 59,57 m - 2'20"49 | Miglior prestazione personale stagionale |

## Situazione pre-gara

### Record
Prima di questa competizione, il record del mondo (RM), il record europeo (EU) e il record dei campionati (RC) erano i seguenti.
| Record                | Prestazione                                                                                   | Atleta                           | Data                                  | Competizione   |
| --------------------- | --------------------------------------------------------------------------------------------- | -------------------------------- | ------------------------------------- | -------------- |
| Record mondiale       | 7291 punti 12"69 (+0.8) - 1,86 m - 15,80 m - 22"56 (+1.6) / 7,27 m (+0.7) - 45,66 m - 2'08"51 | Jackie Joyner-Kersee Stati Uniti | 24 settembre 1988 Seul, Corea del Sud | Olimpiadi 1988 |
| Record europeo        | 7032 punti 13"15 (+0.1) - 1,95 m - 14,81 m - 23"38 (+0.3) / 6,85 m (+1.0) - 47,98 m - 2'12"56 | Carolina Klüft Svezia            | 26 agosto 2007 Osaka, Giappone        | Mondiali 2007  |
| Record dei campionati | 7128 punti 12"91(+0.2) - 1,90 m - 16,00 m - 22"95 (+1.2) / 7,14 m (+0.9) - 45,68 m - 2'16"29  | Jackie Joyner-Kersee Stati Uniti | 1º settembre 1987 Roma, Italia        | Mondiali 1987  |

### Campionesse in carica
Le campionesse in carica, a livello mondiale e olimpico, erano:
| Campionessa | Atleta                  | Prestazione                                                                                   | Data                                         | Competizione   |
| ----------- | ----------------------- | --------------------------------------------------------------------------------------------- | -------------------------------------------- | -------------- |
| Olimpica    | Nafissatou Thiam Belgio | 6797 punti 13"54 (+0.2) - 1,92 m - 14,82 m - 24"90 (+0.3) / 6,60 m (+0.1) - 54,68 m - 2'15"98 | 5 agosto 2021 Tokyo, Giappone                | Olimpiadi 2021 |
| Mondiale    | Nafissatou Thiam Belgio | 6947 punti 13"21 (+1.4) - 1,95 m - 15,03 m - 24"39 (+1.5) / 6,59 m (-1.8) - 53,01 m - 2'13"00 | 18 luglio 2022 Eugene, Stati Uniti d'America | Mondiali 2022  |

### La stagione
Prima di questa gara, le atlete europee con le migliori tre prestazioni dell'anno erano:
| Pos. | Atleta                                  | Prestazione                                                                                    | Data                           |
| ---- | --------------------------------------- | ---------------------------------------------------------------------------------------------- | ------------------------------ |
| 1    | Anna Hall Stati Uniti                   | 6947 p. ( 12"75 (+0.7) - 1,92 m - 13,90 m - 22"88 (+0.1) / 6,54 m (+1.2) - 43,08 m - 2'02"97)  | 28 maggio 2023 Götzis, Austria |
| 2    | Katarina Johnson-Thompson Gran Bretagna | 6556 p. ( 13"88 (+0.7) - 1,89 m - 13,92 m - 23"26 (+0.1) / 6,32 m (+0.5) - 44,14 m - 2'12"40 ) | 28 maggio 2023 Götzis, Austria |
| 3    | Adrianna Sułek Polonia                  | 6480 p. ( 13"18 (+0.7) - 1,83 m - 14,44 m - 23"80 (+1.9) / 6,29 m (-0.1) - 41,83 m - 2'14"33 ) | 28 maggio 2023 Götzis, Austria |

## Risultati

### 100 metri ostacoli
| Migliore prestazione mondiale       | Jessica Ennis-Hill | 12"54 | Londra, Gran Bretagna | 3 agosto 2012  |               |
| Migliore prestazione europea        | Jessica Ennis-Hill | 12"54 | Londra, Gran Bretagna | 3 agosto 2012  |               |
| Migliore prestazione dei Campionati | Kendell Williams   | 12"58 | Doha, Qatar           | 2 ottobre 2022 | Mondiali 2022 |

La prova si è svolta a partire dalle 11:35 del 19 agosto.

#### Batteria 1
| Pos | Corsia | Atleta             | Nazionalità | Risultato | Punti | Note                                     |
| --- | ------ | ------------------ | ----------- | --------- | ----- | ---------------------------------------- |
| 1   | 4      | Noor Vidts         | Belgio      | 13"33     | 1075  | Miglior prestazione personale stagionale |
| 2   | 8      | Xénia Krizsán      | Ungheria    | 13"48     | 1053  | Miglior prestazione personale stagionale |
| 3   | 7      | Kate O'Connor      | Irlanda     | 13"57     | 1040  | Miglior prestazione personale            |
| 4   | 3      | Vanessa Grimm      | Germania    | 14"00     | 978   |                                          |
| 5   | 6      | Sarah Lagger       | Austria     | 14"21     | 949   |                                          |
| 6   | 5      | Paulina Ligarska   | Polonia     | 14"31     | 935   |                                          |
| 7   | 2      | Ekaterina Voronina | Uzbekistan  | 14"77     | 872   |                                          |

#### Batteria 2
| Pos | Corsia | Atleta                           | Nazionalità | Risultato | Punti | Note                                     |
| --- | ------ | -------------------------------- | ----------- | --------- | ----- | ---------------------------------------- |
| 1   | 6      | Annik Kälin                      | Svizzera    | 13"36     | 1071  | Miglior prestazione personale stagionale |
| 2   | 5      | Emma Oosterwegel                 | Paesi Bassi | 13"38     | 1068  | Miglior prestazione personale stagionale |
| 3   | 2      | Léonie Cambours                  | Francia     | 13"56     | 1041  | Miglior prestazione personale stagionale |
| 4   | 3      | Sophie Weißenberg                | Germania    | 13"58     | 1039  |                                          |
| 5   | 4      | Auriana Lazraq-Khlass            | Francia     | 13"62     | 1033  | (.618)                                   |
| 6   | 8      | Rita Nemes                       | Ungheria    | 13"63     | 1031  |                                          |
| 7   | 9      | Martha Valeria Araujo Sinisterra | Colombia    | 13"65     | 1028  |                                          |
| 8   | 7      | Sofie Dokter                     | Paesi Bassi | 13"82     | 1004  |                                          |

#### Batteria 3
| Pos | Corsia | Atleta                    | Nazionalità   | Risultato | Punti | Note                                     |
| --- | ------ | ------------------------- | ------------- | --------- | ----- | ---------------------------------------- |
| 1   | 7      | Taliyah Brooks            | Stati Uniti   | 12"78     | 1158  | Miglior prestazione personale stagionale |
| 2   | 5      | Anna Hall                 | Stati Uniti   | 12"97     | 1129  |                                          |
| 3   | 3      | Chari Hawkins             | Stati Uniti   | 13"04     | 1118  | Miglior prestazione personale            |
| 4   | 4      | Esther Conde-Turpin       | Francia       | 13"24     | 1089  | Miglior prestazione personale stagionale |
| 5   | 2      | Anouk Vetter              | Paesi Bassi   | 13"42     | 1062  |                                          |
| 6   | 6      | Katarina Johnson-Thompson | Gran Bretagna | 13"50     | 1050  |                                          |
| 7   | 8      | Carolin Schäfer           | Germania      | 13"60     | 1036  |                                          |
| 8   | 8      | Saga Vanninen             | Finlandia     | 13"62     | 1033  | (.619)                                   |

### Salto in alto
| Migliore prestazione mondiale       | Nafissatou Thiam          | 2,02 m | Talence, Francia      | 22 giugno 2019 |               |
| Migliore prestazione europea        | Nafissatou Thiam          | 2,02 m | Talence, Francia      | 22 giugno 2019 |               |
| Migliore prestazione dei Campionati | Carolina Klüft            | 1,95 m | Osaka, Giappone       | 25 agosto 2007 | Mondiali 2007 |
| Migliore prestazione dei Campionati | Nafissatou Thiam          | 1,95 m | Londra, Gran Bretagna | 5 agosto 2017  | Mondiali 2017 |
| Migliore prestazione dei Campionati | Yorgelis Rodríguez        | 1,95 m | Londra, Gran Bretagna | 5 agosto 2017  | Mondiali 2017 |
| Migliore prestazione dei Campionati | Katarina Johnson-Thompson | 1,95 m | Doha, Qatar           | 2 ottobre 2019 | Mondiali 2019 |

La specialità si è svolta a partire dalle 12:46 del 19 agosto.

#### Gruppo A
| Rank | Atleta                    | Nazionalità   | 1,65 m | 1,68 m | 1,71 m | 1,74 m | 1,77 m | 1,80 m | 1,83 m | 1,86 m | 1,89 m | Risultato | Punti | Totale Parz. | Note                                     |
| ---- | ------------------------- | ------------- | ------ | ------ | ------ | ------ | ------ | ------ | ------ | ------ | ------ | --------- | ----- | ------------ | ---------------------------------------- |
| 1    | Sophie Weißenberg         | Germania      | –      | –      | –      | o      | o      | o      | xxo    | xo     | x rit. | 1,86 m    | 1054  | 2093         | Miglior prestazione personale            |
| 2    | Katarina Johnson-Thompson | Gran Bretagna | –      | –      | –      | –      | o      | xxo    | xo     | xxo    | xxx    | 1,86 m    | 1054  | 2104         |                                          |
| 3    | Anna Hall                 | Stati Uniti   | –      | –      | –      | o      | o      | xo     | o      | xxx    |        | 1,83 m    | 1016  | 2145         |                                          |
| 3    | Chari Hawkins             | Stati Uniti   | –      | –      | o      | o      | o      | xo     | o      | xxx    |        | 1,83 m    | 1016  | 2134         | Miglior prestazione personale stagionale |
| 5    | Taliyah Brooks            | Stati Uniti   | –      | –      | –      | o      | xo     | o      | xxx    |        |        | 1,80 m    | 978   | 2136         |                                          |
| 6    | Kate O'Connor             | Irlanda       | o      | o      | o      | o      | xo     | o      | xxx    |        |        | 1,80 m    | 978   | 2018         | Miglior prestazione personale stagionale |
| 7    | Noor Vidts                | Belgio        | –      | o      | o      | xxo    | o      | xo     | xxx    |        |        | 1,80 m    | 978   | 2053         |                                          |
| 8    | Sofie Dokter              | Paesi Bassi   | –      | –      | o      | o      | xo     | xxo    | xxx    |        |        | 1,80 m    | 978   | 1982         |                                          |
| 8    | Saga Vanninen             | Finlandia     | –      | o      | o      | xo     | o      | xxo    | xxx    |        |        | 1,80 m    | 978   | 2011         | Miglior prestazione personale            |
| 10   | Ekaterina Voronina        | Uzbekistan    | o      | o      | xo     | o      | xxo    | xxx    |        |        |        | 1,77 m    | 941   | 1813         |                                          |
| 11   | Rita Nemes                | Ungheria      | o      | o      | xxo    | o      | o      | xxx    |        |        |        | 1,77 m    | 941   | 1972         |                                          |
| 12   | Léonie Cambours           | Francia       | –      | xo     | xo     | xxo    | xxx    |        |        |        |        | 1,74 m    | 903   | 1944         |                                          |

#### Gruppo B
| Rank | Atleta                           | Nazionalità | 1,56 m | 1,59 m | 1,62 m | 1,65 m | 1,68 m | 1,71 m | 1,74 m | 1,77 m | 1,80 m | Risultato | Punti | Totale Parz. | Note                                     |
| ---- | -------------------------------- | ----------- | ------ | ------ | ------ | ------ | ------ | ------ | ------ | ------ | ------ | --------- | ----- | ------------ | ---------------------------------------- |
| 1    | Auriana Lazraq-Khlass            | Francia     | –      | –      | o      | o      | o      | xo     | o      | o      | xxx    | 1,77 m    | 941   | 1974         | Miglior prestazione personale            |
| 2    | Xénia Krizsán                    | Ungheria    | –      | –      | o      | o      | o      | o      | o      | xo     | xxx    | 1,77 m    | 941   | 1994         | Miglior prestazione personale stagionale |
| 2    | Carolin Schäfer                  | Germania    | –      | –      | –      | o      | o      | o      | o      | xo     | xxx    | 1,77 m    | 941   | 1977         | Miglior prestazione personale stagionale |
| 4    | Esther Conde-Turpin              | Francia     | –      | –      | –      | o      | o      | o      | o      | xxo    | xxx    | 1,77 m    | 941   | 2030         | Miglior prestazione personale stagionale |
| 4    | Sarah Lagger                     | Austria     | –      | –      | –      | o      | o      | o      | o      | xxo    | xxx    | 1,77 m    | 941   | 1890         | Miglior prestazione personale stagionale |
| 6    | Vanessa Grimm                    | Germania    | –      | –      | o      | o      | o      | xo     | o      | xxx    |        | 1,74 m    | 903   | 1881         | Miglior prestazione personale stagionale |
| 7    | Annik Kälin                      | Svizzera    | –      | –      | –      | –      | xo     | o      | x rit. |        |        | 1,71 m    | 867   | 1938         | Miglior prestazione personale stagionale |
| 7    | Anouk Vetter                     | Paesi Bassi | –      | –      | –      | xo     | o      | o      | xxx    |        |        | 1,71 m    | 867   | 1929         | Miglior prestazione personale stagionale |
| 9    | Paulina Ligarska                 | Polonia     | –      | –      | o      | o      | o      | xo     | xxx    |        |        | 1,71 m    | 867   | 1802         | Miglior prestazione personale stagionale |
| 9    | Emma Oosterwegel                 | Paesi Bassi | –      | –      | o      | o      | o      | xo     | xxx    |        |        | 1,71 m    | 867   | 1935         | Miglior prestazione personale stagionale |
| 11   | Martha Valeria Araujo Sinisterra | Colombia    | o      | xo     | o      | o      | xxx    |        |        |        |        | 1,65 m    | 795   | 1823         | Miglior prestazione personale stagionale |

### Getto del peso
| Migliore prestazione mondiale       | Eva Wilms      | 20,79 m | Hannover, Germania Est | 28 agosto 1977 |               |
| Migliore prestazione europea        | Eva Wilms      | 20,79 m | Hannover, Germania Est | 28 agosto 1977 |               |
| Migliore prestazione dei Campionati | Austra Skujytė | 17,03 m | Osaka, Giappone        | 25 agosto 2007 | Mondiali 2007 |

La specialità si è svolta a partire dalle 19:05 del 19 agosto.

#### Gruppo A
| Pos | Atleta           | Nazionalità | #1    | #2    | #3    | Risultato | Punti | Totale Parz. | Note                                     |
| --- | ---------------- | ----------- | ----- | ----- | ----- | --------- | ----- | ------------ | ---------------------------------------- |
| 1   | Anouk Vetter     | Paesi Bassi | 15,38 | 15,72 | 15,08 | 15,72 m   | 909   | 2838         | Miglior prestazione personale stagionale |
| 2   | Saga Vanninen    | Finlandia   | 13,60 | 14,38 | 14,78 | 14,78 m   | 846   | 2857         |                                          |
| 3   | Anna Hall        | Stati Uniti | 14,26 | 14,27 | 14,54 | 14,54 m   | 830   | 2975         | Miglior prestazione personale            |
| 4   | Vanessa Grimm    | Germania    | 14,43 | 14,32 | 13,72 | 14,43 m   | 823   | 2704         |                                          |
| 5   | Noor Vidts       | Belgio      | 13,96 | 13,92 | 14,40 | 14,40 m   | 821   | 2874         | Miglior prestazione personale stagionale |
| 6   | Chari Hawkins    | Stati Uniti | 14,40 | x     | 13,69 | 14,40 m   | 821   | 2955         | Miglior prestazione personale            |
| 7   | Emma Oosterwegel | Paesi Bassi | 14,16 | x     | 14,10 | 14,16 m   | 805   | 2740         |                                          |
| 8   | Carolin Schäfer  | Germania    | x     | 13,98 | x     | 13,98 m   | 793   | 2770         |                                          |
| 9   | Sarah Lagger     | Austria     | 12,93 | 13,78 | 13,39 | 13,78 m   | 779   | 2669         |                                          |
| 10  | Paulina Ligarska | Polonia     | 13,69 | x     | 13,71 | 13,71 m   | 775   | 2577         |                                          |
| 11  | Kate O'Connor    | Irlanda     | 13,47 | 13,19 | 13,41 | 13,47 m   | 759   | 2777         |                                          |
| -   | Annik Kälin      | Svizzera    | dns   | dns   | dns   | dns       | dns   | dns          | dns                                      |

#### Gruppo B
| Pos | Atleta                           | Nazionalità   | #1    | #2    | #3    | Risultato | Punti | Totale Parz. | Note                                     |
| --- | -------------------------------- | ------------- | ----- | ----- | ----- | --------- | ----- | ------------ | ---------------------------------------- |
| 1   | Xénia Krizsán                    | Ungheria      | 14,18 | 13,87 | 13,86 | 14,18 m   | 806   | 2800         | Miglior prestazione personale stagionale |
| 2   | Sophie Weißenberg                | Germania      | x     | 12,81 | 13,97 | 13,97 m   | 792   | 2885         | Miglior prestazione personale stagionale |
| 3   | Katarina Johnson-Thompson        | Gran Bretagna | 13,64 | 13,36 | 13,14 | 13,64 m   | 770   | 2874         |                                          |
| 4   | Auriana Lazraq-Khlass            | Francia       | 12,44 | 12,85 | 13,48 | 13,48 m   | 759   | 2733         |                                          |
| 5   | Taliyah Brooks                   | Stati Uniti   | 12,85 | 13,45 | 13,04 | 13,45 m   | 757   | 2893         | Miglior prestazione personale            |
| 6   | Léonie Cambours                  | Francia       | 13,39 | x     | x     | 13,39 m   | 753   | 2697         |                                          |
| 7   | Sofie Dokter                     | Paesi Bassi   | 12,43 | 12,82 | 13,16 | 13,16 m   | 738   | 2720         |                                          |
| 8   | Ekaterina Voronina               | Uzbekistan    | 12,31 | 13,15 | x     | 13,15 m   | 737   | 2550         |                                          |
| 9   | Rita Nemes                       | Ungheria      | 12,97 | 12,23 | 12,79 | 12,97 m   | 725   | 2697         |                                          |
| 10  | Esther Conde-Turpin              | Francia       | 12,79 | 12,76 | x     | 12,79 m   | 713   | 2743         |                                          |
| 11  | Martha Valeria Araujo Sinisterra | Colombia      | 12,71 | 12,61 | 12,10 | 12,71 m   | 708   | 2531         |                                          |

### 200 metri
| Migliore prestazione mondiale       | Jackie Joyner-Kersee | 22"30 | Indianapolis, Stati Uniti d'America | 15 luglio 1988 | Olimpiadi 1988 |
| Migliore prestazione dei Campionati | Dafne Schippers      | 22"84 | Mosca, Russia                       | 12 agosto 2013 | Mondiali 2013  |

La prova di velocità si è svolta a partire dalle 20:31 del 19 agosto.

#### Batteria 1
| Pos | Corsia | Nome                             | Nazionalità | Tempo | Punti | Totale Parz. | Note                                     |
| --- | ------ | -------------------------------- | ----------- | ----- | ----- | ------------ | ---------------------------------------- |
| 1   | 2      | Noor Vidts                       | Belgio      | 24"23 | 959   | 3833         | Miglior prestazione personale stagionale |
| 2   | 7      | Léonie Cambours                  | Francia     | 25"03 | 884   | 3581         | Miglior prestazione personale stagionale |
| 3   | 4      | Xénia Krizsán                    | Ungheria    | 25"16 | 872   | 3672         |                                          |
| 4   | 7      | Ekaterina Voronina               | Uzbekistan  | 25"48 | 843   | 3393         |                                          |
| 5   | 6      | Martha Valeria Araujo Sinisterra | Colombia    | 25"67 | 826   | 3357         |                                          |
| 6   | 3      | Sarah Lagger                     | Austria     | 25"86 | 809   | 3478         |                                          |
| -   | 8      | Annik Kälin                      | Svizzera    | dns   | dns   | dns          | dns                                      |

#### Batteria 2
| Pos | Corsia | Nome                  | Nazionalità | Tempo | Punti | Totale Parz. | Note                                     |
| --- | ------ | --------------------- | ----------- | ----- | ----- | ------------ | ---------------------------------------- |
| 1   | 8      | Auriana Lazraq-Khlass | Francia     | 24"02 | 979   | 3712         | Miglior prestazione personale            |
| 2   | 5      | Emma Oosterwegel      | Paesi Bassi | 24"58 | 926   | 3666         |                                          |
| 3   | 6      | Saga Vanninen         | Finlandia   | 24"71 | 914   | 3771         |                                          |
| 4   | 3      | Kate O'Connor         | Irlanda     | 24"78 | 907   | 3684         | Miglior prestazione personale stagionale |
| 5   | 9      | Vanessa Grimm         | Germania    | 24"91 | 895   | 3599         |                                          |
| 6   | 2      | Esther Conde-Turpin   | Francia     | 25"04 | 883   | 3626         | (.035)                                   |
| 7   | 4      | Rita Nemes            | Ungheria    | 25"04 | 883   | 3580         | (.036)                                   |
| 8   | 7      | Paulina Ligarska      | Polonia     | 25"41 | 850   | 3427         |                                          |

#### Batteria 3
| Pos | Corsia | Nome                      | Nazionalità   | Tempo | Punti | Totale Parz. | Note |
| --- | ------ | ------------------------- | ------------- | ----- | ----- | ------------ | ---- |
| 1   | 6      | Katarina Johnson-Thompson | Gran Bretagna | 23"48 | 1031  | 3905         |      |
| 2   | 8      | Anna Hall                 | Stati Uniti   | 23"56 | 1023  | 3998         |      |
| 3   | 5      | Taliyah Brooks            | Stati Uniti   | 23"85 | 995   | 3888         |      |
| 4   | 7      | Sophie Weißenberg         | Germania      | 23"88 | 992   | 3877         |      |
| 5   | 9      | Sofie Dokter              | Paesi Bassi   | 23"89 | 991   | 3711         |      |
| 6   | 4      | Anouk Vetter              | Paesi Bassi   | 24"28 | 954   | 3792         |      |
| 7   | 3      | Chari Hawkins             | Stati Uniti   | 24"38 | 945   | 3900         |      |
| -   | 2      | Carolin Schäfer           | Germania      | dns   | dns   | dns          | dns  |

### Salto in lungo
| Migliore prestazione mondiale       | Jackie Joyner-Kersee | 7,27 m | Seul, Corea del Sud | 24 settembre 1988 | Olimpiadi 1988 |
| Migliore prestazione dei Campionati | Jackie Joyner-Kersee | 7,14 m | Roma, Italia        | 1º settembre 1987 | Mondiali 1987  |

La specialità si è svolta a partire dalle 9:50 del 20 agosto.

#### Gruppo A
| Pos | Atleta                           | Nazionalità | #1        | #2        | #3        | Risultato   | Punti | Totale Parz. | Note                                     |
| --- | -------------------------------- | ----------- | --------- | --------- | --------- | ----------- | ----- | ------------ | ---------------------------------------- |
| 1   | Xénia Krizsán                    | Ungheria    | 5,87 -0,6 | 6,30 +0,8 | -         | 6,30 m +0,8 | 943   | 4615         | Miglior prestazione personale stagionale |
| 2   | Chari Hawkins                    | Stati Uniti | x -0,4    | 5,83 +1,5 | 6,16 0,0  | 6,16 m 0,0  | 899   | 4799         | Miglior prestazione personale stagionale |
| 3   | Sofie Dokter                     | Paesi Bassi | 6,09 +0,2 | x +0,8    | x -0,3    | 6,09 m +0,2 | 877   | 4588         |                                          |
| 4   | Auriana Lazraq-Khlass            | Francia     | 5,99 -0,8 | 5,95 +0,1 | 6,01 -0,2 | 6,01 m -0,2 | 853   | 4565         |                                          |
| 5   | Martha Valeria Araujo Sinisterra | Colombia    | 5,90 -0,1 | x -0,5    | x -0,2    | 5,90 m -0,1 | 819   | 4176         |                                          |
| 6   | Sarah Lagger                     | Austria     | 5,82 +0,7 | x +0,6    | 5,85 -0,4 | 5,85 m -0,4 | 804   | 4282         |                                          |
| 7   | Kate O'Connor                    | Irlanda     | 5,74 -1,2 | x -0,3    | x -0,2    | 5,74 m -1,2 | 771   | 4455         |                                          |
| 8   | Ekaterina Voronina               | Uzbekistan  | 5,71 -0,2 | x +0,5    | 5,70 +0,1 | 5,71 m -0,2 | 762   | 4155         |                                          |
| 9   | Paulina Ligarska                 | Polonia     | 5,66 -0,1 | x +1,2    | 5,58 0,0  | 5,66 m -0,1 | 747   | 4174         |                                          |
| -   | Esther Conde-Turpin              | Francia     | x +0,8    | x -0,4    | x -0,1    | nm          | 0     | 3626         |                                          |

#### Gruppo B
| Pos | Atleta                    | Nazionalità   | #1        | #2        | #3        | Risultato   | Punti | Totale Parz. | Note |
| --- | ------------------------- | ------------- | --------- | --------- | --------- | ----------- | ----- | ------------ | ---- |
| 1   | Katarina Johnson-Thompson | Gran Bretagna | 6,37 +0,7 | 6,45 +0,3 | 6,54 -0,1 | 6,54 m -0,1 | 1020  | 4925         |      |
| 2   | Noor Vidts                | Belgio        | 6,13 -0,9 | 6,35 +0,6 | 6,27 -0,2 | 6,35 m +0,6 | 959   | 4792         |      |
| 3   | Rita Nemes                | Ungheria      | 6,29 -0,3 | 6,11 +0,6 | -         | 6,29 m -0,3 | 940   | 4520         |      |
| 4   | Anna Hall                 | Stati Uniti   | 6,18 -0,3 | 6,19 +0,8 | 6,13 -0,3 | 6,19 m +0,8 | 908   | 4906         |      |
| 5   | Emma Oosterwegel          | Paesi Bassi   | 6,19 -0,1 | x +0,4    | x +0,2    | 6,19 m -0,1 | 908   | 4574         |      |
| 6   | Sophie Weißenberg         | Germania      | 5,95 -0,7 | 6,09 +0,2 | 6,10 +0,3 | 6,10 m +0,3 | 880   | 4757         |      |
| 7   | Vanessa Grimm             | Germania      | 5,90 -0,3 | x +0,6    | 6,10 -0,2 | 6,10 m -0,2 | 880   | 4479         |      |
| 8   | Léonie Cambours           | Francia       | 5,87 -0,3 | 6,09 +1,0 | x -0,3    | 6,09 m +1,0 | 877   | 4458         |      |
| 9   | Saga Vanninen             | Finlandia     | 5,98 +0,8 | 6,06 +0,5 | x -0,4    | 6,06 m +0,5 | 868   | 4639         |      |
| 10  | Anouk Vetter              | Paesi Bassi   | x +0,2    | x +0,5    | 5,99 -0,5 | 5,99 m -0,5 | 846   | 4638         |      |
| -   | Taliyah Brooks            | Stati Uniti   | x +0,8    | x -0,5    | x +0,6    | nm          | 0     | 3888         |      |

### Lancio del giavellotto
| Migliore prestazione mondiale       | Barbora Špotáková | 60,90 m | Talence, Francia      | 16 settembre 2012 |               |
| Migliore prestazione europea        | Barbora Špotáková | 60,90 m | Talence, Francia      | 16 settembre 2012 |               |
| Migliore prestazione dei Campionati | Anouk Vetter      | 58,41 m | Londra, Gran Bretagna | 6 agosto 2017     | Mondiali 2017 |

La specialità si è svolta a partire dalle 12:03 del 20 agosto.

#### Gruppo A
| Pos | Atleta                | Nazionalità | #1    | #2    | #3    | Risultato | Punti | Totale Parz. | Note                                     |
| --- | --------------------- | ----------- | ----- | ----- | ----- | --------- | ----- | ------------ | ---------------------------------------- |
| 1   | Chari Hawkins         | Stati Uniti | x     | 45,77 | 43,77 | 45,77 m   | 778   | 5577         | Miglior prestazione personale            |
| 2   | Rita Nemes            | Ungheria    | 41,83 | 44,68 | 42,18 | 44,68 m   | 757   | 5277         | Miglior prestazione personale stagionale |
| 3   | Sofie Dokter          | Paesi Bassi | 43,04 | 39,74 | 44,46 | 44,46 m   | 753   | 5341         | Miglior prestazione personale            |
| 4   | Auriana Lazraq-Khlass | Francia     | 42,29 | 33,86 | 36,05 | 42,29 m   | 711   | 5276         |                                          |
| 5   | Vanessa Grimm         | Germania    | 35,43 | 42,08 | -     | 42,08 m   | 707   | 5186         | Miglior prestazione personale stagionale |
| 6   | Noor Vidts            | Belgio      | 41,00 | 40,18 | 39,79 | 41,00 m   | 686   | 5478         | Miglior prestazione personale stagionale |
| 7   | Esther Conde-Turpin   | Francia     | 40,81 | x     | 38,21 | 40,81 m   | 683   | 4309         |                                          |
| 8   | Paulina Ligarska      | Polonia     | x     | 35,32 | 40,57 | 40,57 m   | 678   | 4852         |                                          |
| 9   | Léonie Cambours       | Francia     | 38,72 | 39,07 | 36,14 | 39,07 m   | 649   | 5107         | Miglior prestazione personale            |
| -   | Taliyah Brooks        | Stati Uniti | dns   | dns   | dns   | dns       | dns   | 0            |                                          |

#### Gruppo B
| Pos | Atleta                           | Nazionalità   | #1    | #2    | #3    | Risultato | Punti | Totale Parz. | Note                                     |
| --- | -------------------------------- | ------------- | ----- | ----- | ----- | --------- | ----- | ------------ | ---------------------------------------- |
| 1   | Anouk Vetter                     | Paesi Bassi   | 57,45 | 53,19 | 59,57 | 59,57 m   | 1046  | 5684         | CHB                                      |
| 2   | Emma Oosterwegel                 | Paesi Bassi   | 52,48 | 54,88 | 50,75 | 54,88 m   | 955   | 5529         | Miglior prestazione personale stagionale |
| 3   | Xénia Krizsán                    | Ungheria      | 50,20 | 51,23 | 43,35 | 51,23 m   | 884   | 5499         | Miglior prestazione personale stagionale |
| 4   | Ekaterina Voronina               | Uzbekistan    | 46,55 | 50,02 | x     | 50,02 m   | 861   | 5016         |                                          |
| 5   | Sophie Weißenberg                | Germania      | 45,88 | 48,51 | x     | 48,51 m   | 831   | 5588         | Miglior prestazione personale stagionale |
| 6   | Saga Vanninen                    | Finlandia     | 48,32 | 44,05 | 47,47 | 48,32 m   | 828   | 5467         | Miglior prestazione personale stagionale |
| 7   | Katarina Johnson-Thompson        | Gran Bretagna | 41,83 | 46,14 | 44,69 | 46,14 m   | 785   | 5710         | Miglior prestazione personale            |
| 8   | Kate O'Connor                    | Irlanda       | 45,73 | 46,07 | -     | 46,07 m   | 784   | 5239         |                                          |
| 9   | Anna Hall                        | Stati Uniti   | x     | 37,92 | 44,88 | 44,88 m   | 761   | 5667         | Miglior prestazione personale stagionale |
| 10  | Martha Valeria Araujo Sinisterra | Colombia      | x     | 42,97 | 44,87 | 44,87 m   | 761   | 4937         |                                          |
| 11  | Sarah Lagger                     | Austria       | 41,32 | 42,16 | 43,79 | 43,79 m   | 740   | 5022         |                                          |

### 800 metri
| Migliore prestazione mondiale       | Nadine Debois | 2'01"84 | Talence, Francia | 27 settembre 1987 |               |
| Migliore prestazione europea        | Nadine Debois | 2'01"84 | Talence, Francia | 27 settembre 1987 |               |
| Migliore prestazione dei Campionati | Nadine Debois | 2'05"17 | Roma, Italia     | 1º settembre 1987 | Mondiali 1987 |

La gara suddivisa in due batterie si è corsa a partire dalle 18:01 del 20 agosto.

#### Batteria 1
| Pos | Corsia | Nome                             | Nazionalità | Tempo   | Punti | Totale Parz. | Note                                     |
| --- | ------ | -------------------------------- | ----------- | ------- | ----- | ------------ | ---------------------------------------- |
| 1   | 1      | Rita Nemes                       | Ungheria    | 2'10"65 | 955   | 6232         |                                          |
| 2   | 10     | Esther Conde-Turpin              | Francia     | 2'11"23 | 947   | 5256         | Miglior prestazione personale            |
| 3   | 7      | Ekaterina Voronina               | Uzbekistan  | 2'14"03 | 906   | 5922         | Miglior prestazione personale stagionale |
| 4   | 3      | Kate O'Connor                    | Irlanda     | 2'14"06 | 906   | 6145         | Miglior prestazione personale stagionale |
| 5   | 2      | Auriana Lazraq-Khlass            | Francia     | 2'14"25 | 903   | 6179         | [ 19 ]                                   |
| 6   | 4      | Vanessa Grimm                    | Germania    | 2'14"36 | 902   | 6088         |                                          |
| 7   | 6      | Sarah Lagger                     | Austria     | 2'15"32 | 888   | 5910         |                                          |
| 8   | 5      | Léonie Cambours                  | Francia     | 2'19"34 | 832   | 5939         |                                          |
| -   | 8      | Martha Valeria Araujo Sinisterra | Colombia    | dns     | 0     |              |                                          |
| -   | 9      | Paulina Ligarska                 | Polonia     | dns     | 0     |              |                                          |

#### Batteria 2
| Pos | Corsia | Nome                      | Nazionalità   | Tempo   | Punti | Totale Parz. | Note                                     |
| --- | ------ | ------------------------- | ------------- | ------- | ----- | ------------ | ---------------------------------------- |
| 1   | 3      | Anna Hall                 | Stati Uniti   | 2'04"09 | 1053  | 6720         | CHB                                      |
| 2   | 1      | Katarina Johnson-Thompson | Gran Bretagna | 2'05"63 | 1030  | 6740         | Miglior prestazione personale            |
| 3   | 7      | Xénia Krizsán             | Ungheria      | 2'08"63 | 980   | 6479         | Miglior prestazione personale stagionale |
| 4   | 8      | Noor Vidts                | Belgio        | 2'09"48 | 972   | 6450         | Miglior prestazione personale stagionale |
| 5   | 6      | Emma Oosterwegel          | Paesi Bassi   | 2'12"06 | 935   | 6464         | Miglior prestazione personale stagionale |
| 6   | 10     | Sofie Dokter              | Paesi Bassi   | 2'17"98 | 851   | 6192         |                                          |
| 7   | 4      | Sophie Weißenberg         | Germania      | 2'18"03 | 850   | 6438         | Miglior prestazione personale stagionale |
| 8   | 9      | Saga Vanninen             | Finlandia     | 2'20"13 | 822   | 6289         |                                          |
| 9   | 2      | Anouk Vetter              | Paesi Bassi   | 2'20"49 | 817   | 6501         | Miglior prestazione personale stagionale |
| 10  | 5      | Chari Hawkins             | Stati Uniti   | 2'22"53 | 789   | 6366         |                                          |

### Classifica Finale
La somma dei punti ha determinato i seguenti risultati finali della gara:
| Oro     | Katarina Johnson-Thompson        | 6740 p.  | Prestazione Punti | 13"50 1050 | 1,86 m 1054 | 13,64 m 770 | 23"48 1031 | 6,54 m 1020 | 46,14 m 785  | 2'05"63 1030 |     |     |     |
| Argento | Anna Hall                        | 6720 p.  | Prestazione Punti | 12"97 1129 | 1,83 m 1016 | 14,54 m 830 | 23"56 1023 | 6,19 m 908  | 44,88 m 761  | 2'04"09 1053 |     |     |     |
| Bronzo  | Anouk Vetter                     | 6501 p.  | Prestazione Punti | 13"42 1062 | 1,71 m 867  | 15,72 m 909 | 24"28 954  | 5,99 m 846  | 59,57 m 1046 | 2'20"49 817  |     |     |     |
| 4       | Xénia Krizsán                    | 6479 p.  | Prestazione Punti | 13"48 1053 | 1,77 m 941  | 14,18 m 806 | 25"16 872  | 6,30 m 943  | 51,23 m 884  | 2'08"93 980  |     |     |     |
| 5       | Emma Oosterwegel                 | 6464 p.  | Prestazione Punti | 13"38 1068 | 1,71 m 867  | 14,16 m 805 | 24"58 926  | 6,19 m 908  | 54,88 m 955  | 2'12"06 935  |     |     |     |
| 6       | Noor Vidts                       | 6450 p.  | Prestazione Punti | 13"33 1075 | 1,80 m 978  | 14,40 m 821 | 24"23 959  | 6,35 m 959  | 41,00 m 686  | 2'09"48 972  |     |     |     |
| 7       | Sophie Weißenberg                | 6438 p.  | Prestazione Punti | 13"58 1039 | 1,86 m 1054 | 13,97 m 726 | 23"88 992  | 6,10 m 880  | 48,51 m 831  | 2'18"03 850  |     |     |     |
| 8       | Chari Hawkins                    | 6366 p.  | Prestazione Punti | 13"04 1118 | 1,83 m 1016 | 14,40 m 792 | 24"38 945  | 6,16 m 880  | 45,77 m 778  | 2'22"53 789  |     |     |     |
| 9       | Saga Vanninen                    | 6289 p.  | Prestazione Punti | 13"62 1033 | 1,80 m 978  | 14,78 m 846 | 24"71 914  | 6,06 m 868  | 48,32 m 828  | 2'20"13 822  |     |     |     |
| 10      | Rita Nemes                       | 6232 p.  | Prestazione Punti | 13"63 1031 | 1,77 m 941  | 12,97 m 725 | 25"04 883  | 6,29 m 940  | 44,68 m 757  | 2'10"65 955  |     |     |     |
| 11      | Sofie Dokter                     | 6192 p.  | Prestazione Punti | 13"82 1004 | 1,80 m 978  | 13,16 m 738 | 23"89 991  | 6,09 m 877  | 44,46 m 753  | 2'17"98 851  |     |     |     |
| 12      | Auriana Lazraq-Khlass            | 6179 p.  | Prestazione Punti | 13"62 1033 | 1,77 m 941  | 13,48 m 759 | 24"02 979  | 6,01 m 853  | 42,29 m 711  | 2'14"25 903  |     |     |     |
| 13      | Kate O'Connor                    | 6145 p.  | Prestazione Punti | 13"57 1040 | 1,80 m 978  | 13,47 m 759 | 24"78 907  | 5,74 m 771  | 46,07 m 784  | 2'14"06 906  |     |     |     |
| 14      | Vanessa Grimm                    | 6088 p.  | Prestazione Punti | 14"00 978  | 1,74 m 903  | 14,43 m 823 | 24"91 895  | 6,10 m 880  | 42,08 m 707  | 2'14"36 902  |     |     |     |
| 15      | Léonie Cambours                  | 5939 p.  | Prestazione Punti | 13"56 1041 | 1,74 m 903  | 13,39 m 753 | 25"03 884  | 6,09 m 877  | 39,07 m 649  | 2'19"34 832  |     |     |     |
| 16      | Ekaterina Voronina               | 5922 p.  | Prestazione Punti | 14"77 872  | 1,77 m 941  | 13,15 m 737 | 25"48 843  | 5,71 m 762  | 50,02 m 861  | 2'14"03 906  |     |     |     |
| 17      | Sarah Lagger                     | 5910 p.  | Prestazione Punti | 14"21 949  | 1,77 m 941  | 13,78 m 779 | 25"86 809  | 5,85 m 804  | 43,79 m 740  | 2'15"32 888  |     |     |     |
| 18      | Esther Conde-Turpin              | 5256 p.  | Prestazione Punti | 13"24 1089 | 1,77 m 941  | 12,79 m 713 | 25"04 883  | -           | 40,81 m 683  | 2'11"23 947  |     |     |     |
| -       | Martha Valeria Araujo Sinisterra | dnf rit. | Prestazione Punti | 13"65 1028 | 1,65 m 795  | 12,71 m 708 | 25"67 826  | 5,90 m 819  | 44,87 m 761  | dns          |     |     |     |
| -       | Paulina Ligarska                 | dnf rit. | Prestazione Punti | 14"31 935  | 1,71 m 867  | 13,71 m 775 | 25"41 850  | 5,66 m 747  | 40,57 m 678  | dns          |     |     |     |
| -       | Taliyah Brooks                   | dnf rit. | Prestazione Punti | 12"78 1158 | 1,80 m 978  | 13,45 m 757 | 23"85 995  | -           | dns          | dns          |     |     |     |
| -       | Carolin Schäfer                  | dnf rit. | Prestazione Punti | 13"60 1036 | 1,77 m 941  | 13,98 m 793 | dns        | dns         | dns          | dns          | dns | dns | dns |
| -       | Annik Kälin                      | dnf rit. | Prestazione Punti | 13"36 1071 | 1,71 m 867  | dns         | dns        | dns         | dns          | dns          | dns | dns | dns |